# Arsenal, Dubrovnik
Arsenal je bilo dubrovniško vojaško skladišče in ladjedelnica.
Arsenal se je nahajal na območju mestnega pristanišča. Sestavljali so ga nekoč štirje ločeni obokani prostori, v katerih so Dubrovničani čuvali galeje, ki so skrbele za obrambo mesta. V teh prostorih so gradili in vzdrževali vojne ladje za neposredno obrambo mesta. Dubrovniška republika ni imela drugih vojnih ladij, toda vse njene trgovske ladje, so bile primerno oborožene. 
Dubrovčani so bili podjetni in previdni trgovci in pomorščaki. Zato je treba poudariti dejstvo, da kadar so pričeli popravljati ali graditi nove galeje, so pristaniške odprtine ( na sliki oboki ) za galeje zazidali, po končanih delih pa so zid podrli, da bi ladjo lahko splavili. Videz arsenala se je tekom stoletij vsled pogostih prezidav in dozidav močno spreminjal. Danes je na mestu nekdanjega arsenala znana mestna kavarna, ki je s tremi polkrožnimi oboki obrnjena proti staremu mestnemu pristanu.